# Cmentarz ewangelicki w Faustynowie
Cmentarze ewangelicki w Faustynowie – cmentarz znajdujący się w Faustynowie.
Cmentarz został założony po 1842 roku przez osadników czeskich. Do naszych czasów zachowały się nieliczne nagrobki z inskrypcjami w języku czeskim.